# Cangas del Narcea

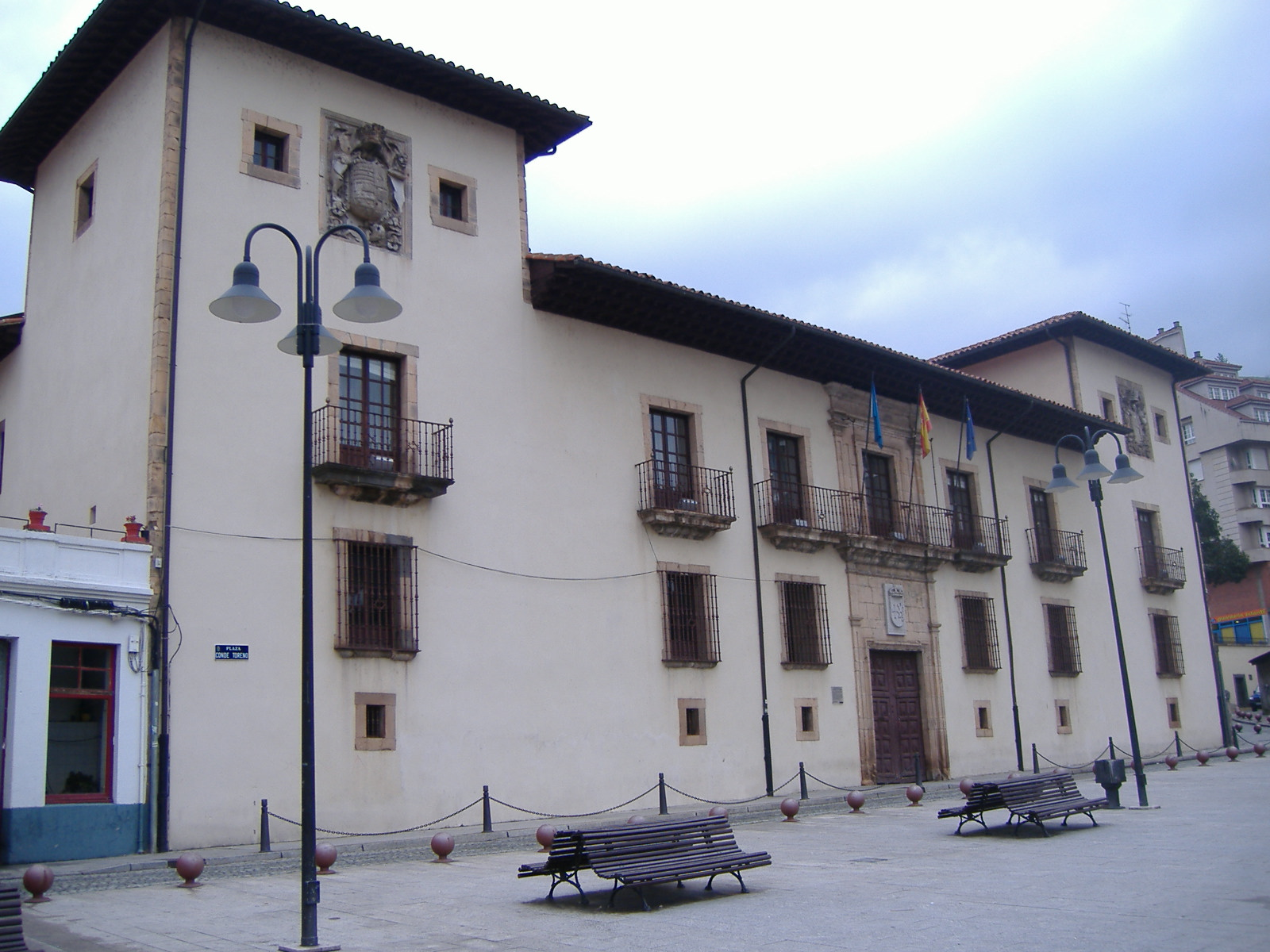
Palacio de Toreno, casa consistorial de Cangas del Narcea

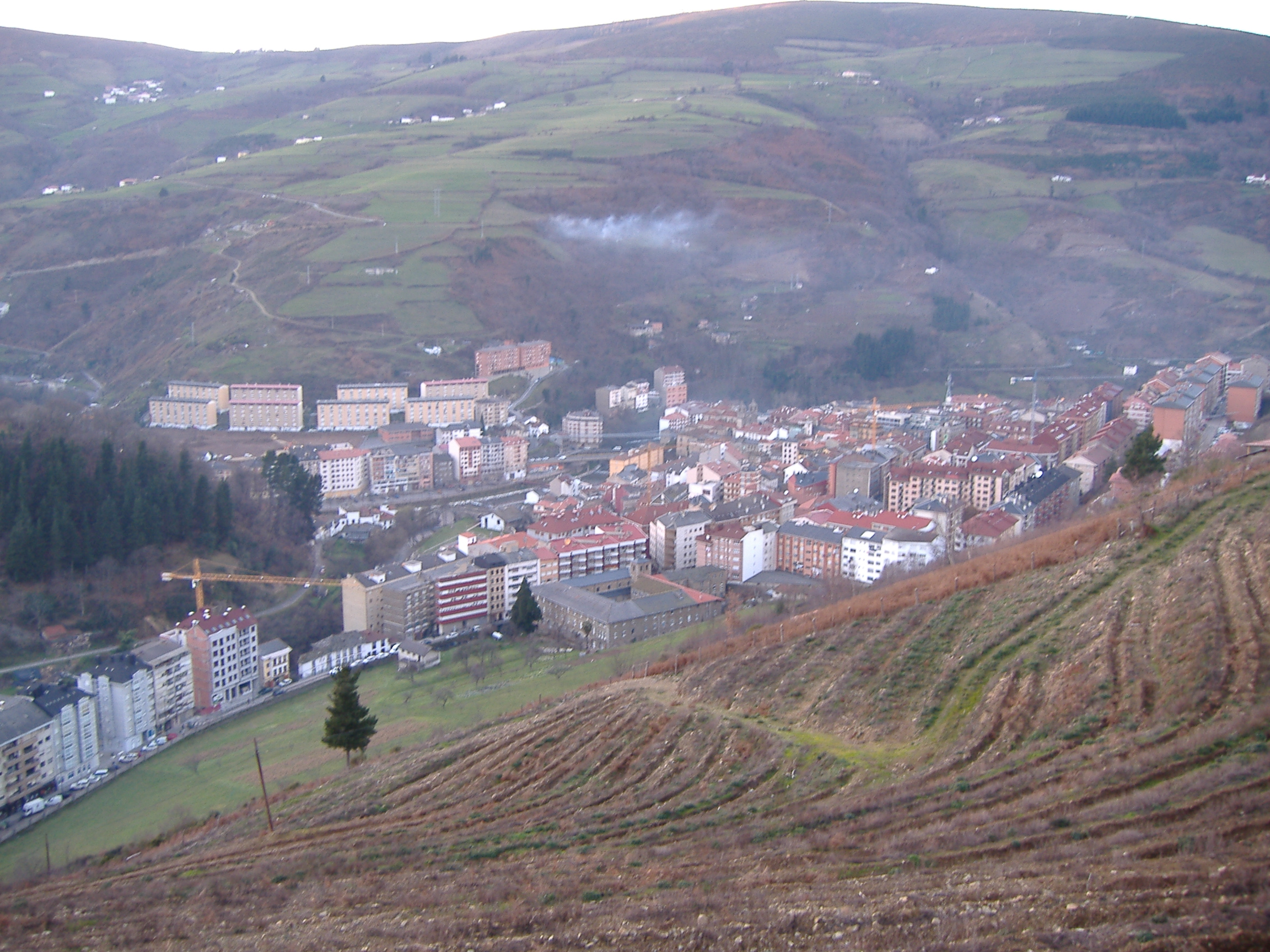
Villa de Cangas

Cangas del Narcea es el concejo de mayor superficie de la comunidad autónoma del Principado de Asturias y uno de los mayores de España. Está situado al suroeste del Principado, en el corazón de la denominada Puerta de Asturias. Su capital es Cangas del Narcea, que es atravesada por el río Narcea del que procede su nombre (valle del Narcea) y por el río Naviego (Luiña). Limita al norte con Allande y Tineo, al oeste con Ibias (al que se accede por el Puerto del Connio y por el Pozo de las Mujeres Muertas y el Alto de Valvaler), al sur con Degaña (al que se accede por el Puerto del Rañadoiro) y el municipio leonés de Laciana (al que se accede por el Puerto de Leitariegos), y por el este con Somiedo.
Tiene una población de 11 421 habitantes (INE 2024), con capital en la villa de Cangas del Narcea, y sus poblaciones con mayor número de habitantes son por este orden, la capital Cangas del Narcea, Corias, Cibuyo, Limés, Moal, Llano, Rengos y Carballo. Su capital está a una distancia de 84 kilómetros de Oviedo, y su principal vía de comunicación es la AS-15, que a través del túnel del Rañadoiro comunica con la meseta y por el llamado corredor del Narcea permite la conexión con el centro de la región.
Hasta los años 30 del siglo XX su topónimo era Cangas de Tineo, siendo el río Narcea el que le dio el nuevo nombre.

## Geografía

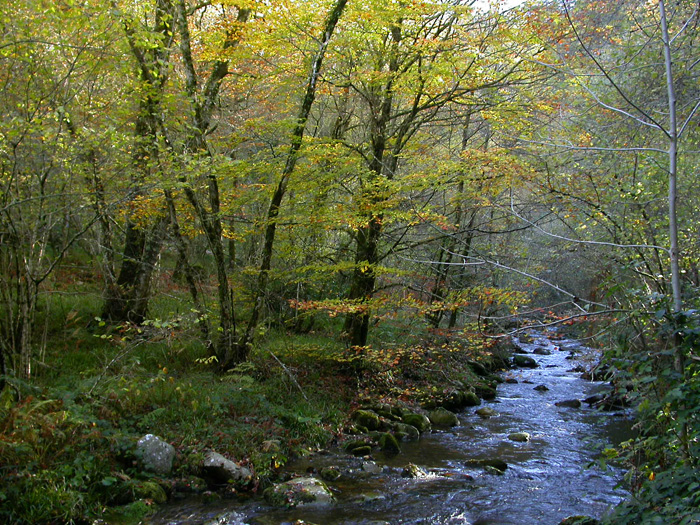
Río Muniellos

Su relieve es bastante accidentado y montañoso, con profundos valles originados por el río Narcea y su extensa red de afluentes, entre los que destacan por la izquierda el Muniellos, el Coto y el Eirrondo, y por la derecha, el Naviego o Luiña (del que es tributario el Cibea), el Antráu y el de Onón. Su red hidrográfica ronda los 300 km³ de caudal, resultando ideal para la práctica de la pesca deportiva.
El río Narcea influye ricamente en el paisaje y lo hace angosto y de difícil comunicación, lo cual ha influido para que los cambios en las costumbres y arquitectura hayan sido mínimos. El diccionario geográfico de Madoz hace este apunte:

El paisaje montañoso y el discurrir del río hacen que solo se encuentre terreno llano a orillas del mismo.

Se dan robledales y hayedos en las alturas y muchos matorrales de tejo y acebo. Más abajo hay avellanos y fresnos, escoba, brezo y helechos.
El Plan de Ordenación de los Recursos Naturales de Asturias (PORNA) pretende una utilización limitada y ordenada del territorio cangués para la conservación del ecosistema. En este plan se contempla la creación del parque natural de las Fuentes del Narcea y de Ibias, con una superficie 555 km² y en sus límites se incluyen la Reserva Natural de Muniellos, que tiene la mayor masa forestal de robles de toda la cornisa cantábrica, y la Reserva del Cueto de Arbas.
El pico más alto es el Cuetu d'Arbas, con 2007 m de altitud, situado en el puerto de Leitariegos. Otro pico de interés es El Cabril, con 1925 m de altitud, muy seguido por Caniechas (1924 m).

### Clima
El clima cangués, al igual que el de su vecino occidental Ibias, destaca por su peculiaridad. A grandes rasgos, exceptuando las características propias de la montaña, se puede calificar como oceánico continentalizado con importantes rasgos mediterráneos.
Se trata de un microclima único en Asturias debido a la influencia continental que deriva de su orografía y su lejanía respecto al mar. Por todo ello, sus inviernos son fríos, con mínimas absolutas que rondan los -10 °C. Por el contrario, los veranos son calurosos; las máximas superiores a los 30 °C abundan (más de 35 de media al año por encima de esta marca), llegando incluso puntualmente en alguna jornada del verano a marcas muy cercanas a los 38-40 °C.
El hecho de que el concejo se sitúe en el extremo sur de Asturias hace que a la zona lleguen los frentes más desgastados y de forma más tangencial. A ello también contribuye el hecho de la disposición noreste-suroeste del valle del Narcea al abrigo de las sierras montañosas que se disponen por todos los flancos del concejo y la apertura del valle sólo hacia el NE. Ello repercute directamente en que las precipitaciones registradas sean sensiblemente inferiores al resto de Asturias, rondando los 800 mm anuales, un 30 % menos que otras urbes como Oviedo o Gijón (de media). Los meses de julio y agosto se pueden calificar como secos, aunque existen fluctuaciones en función del año que provocan que en algunos años también se sumen como secos los meses de junio y septiembre; por lo tanto es un clima en el que es usual la existencia de una sequía estival.Señalar que a medida que nos deplazamos hacia el sur del concejo (zona montañosa) las temperaturas medias descienden y las precipitaciones aumentan, todo ello en clara relación a un clima más de montaña. Por lo tanto, las precipitaciones más escasas del concejo se encuentran en fondo de valle y en especial, en el tramo comprendido entre Tebongo y Cangas capital.
Además, la radiación de la zona es sensiblemente superior, ya que los días despejados son claramente más numerosos que en el resto de la comunidad asturiana (debido a esa característica orográfica de estar, su capital, al abrigo de las sierras occidentales). Todos estos rasgos climatológicos repercuten en la vegetación, por lo que la presencia del haya es signicativamente inferior al resto de la región.
Por el contrario, el alcornoque y la encina hacen acto de presencia de forma testimonial, ya que requieren suelos silíceos y un clima caracterizado por elevada luminosidad y veranos secos y calurosos. El gran rey del concejo de Cangas es el roble, también en su variedad de rebollo, debido a esa mayor sequedad y radiación. El vino encuentra en Cangas un sitio perfecto, tanto en aspecto edáfico como climatológico.

## Fauna
Cangas del Narcea situado en la zona suroccidental de asturias, dispone del mayor número de osos pardos (ursus arctos) de todo el territorio asturiano. El lobo fue abundante en el pasado y aún hoy es el responsable de eventuales ataques al ganado. Prefiere zonas altas y abiertas.

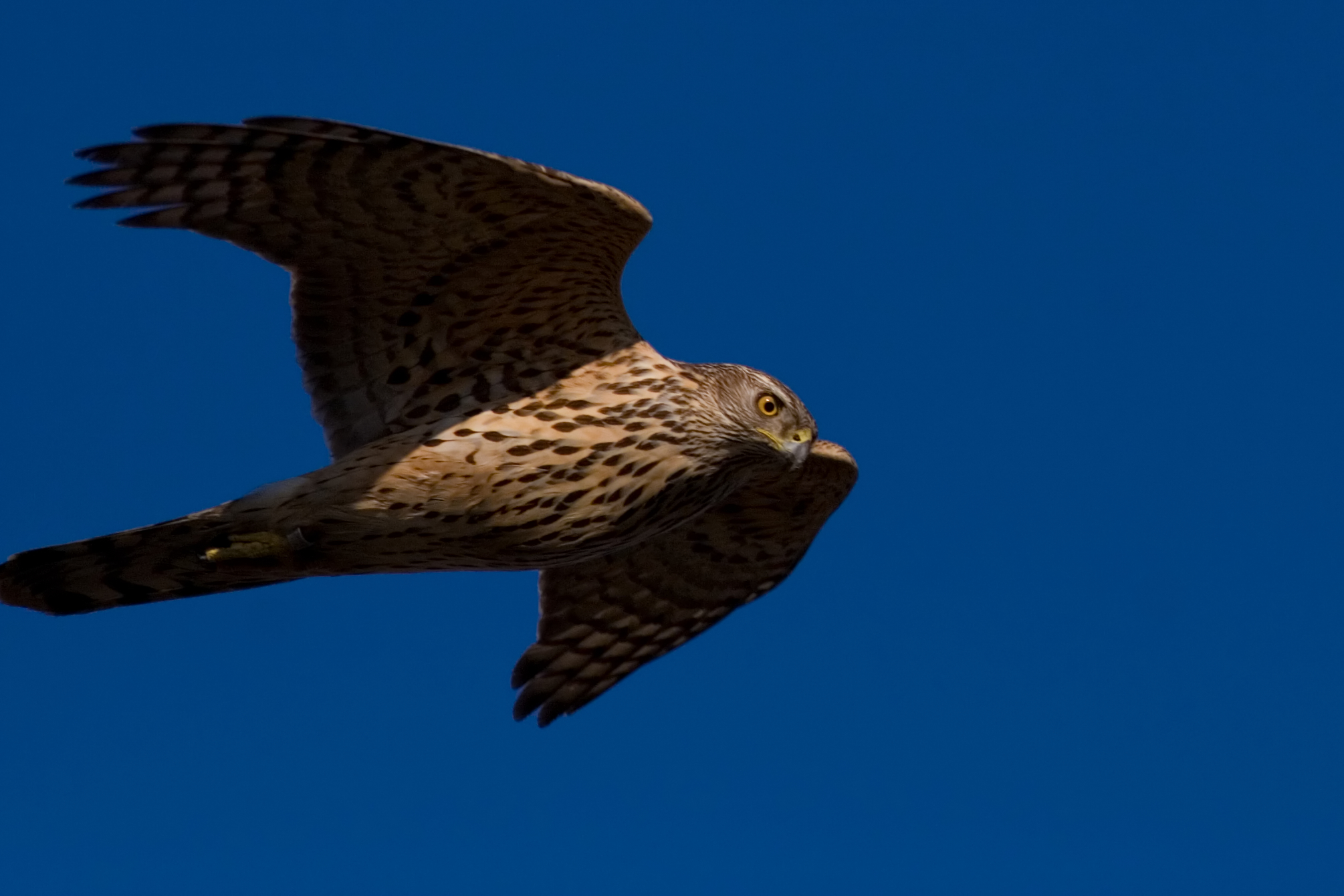
Azor en vuelo

En el concejo podemos observar infinidad de aves rapaces, entre las que hay algunas asiduas como el azor, gavilán, águila calzada, águila culebrera, águila real, cárabo... y otras que se desplazan aquí a veces como el alimoche o el buitre leonado.
También encontramos perdices, existiendo principalmente dos tipos en la zona: la especie cinegética de perdiz roja y la perdiz pardilla en los picos altos y las superficies más montañosas.
También hay una gran cantidad de mustélidos que habitan en los sotobosques y también en zonas cercanas a los ríos: tejón (melandru en asturiano), comadreja (muniella), marta (fuina), garduña (fuina), armiño (muniella), turón (furón), nutria (llóndriga) y un vivérrido: jineta (xeneta).
Este concejo posee un centenar de kilómetros de riberas, principalmente las del río Narcea, conteniendo así una rica fauna fluvial, destacando la trucha (truita). Hay anfibios como la salamandra (sacavera) y el tritón ibérico. También viven aquí la nutria y el desmán de los Pirineos (toupu fediondu). En las inmediaciones de los ríos pueden encontrarse aves como el mirlo acuático (páxaru d'augua) o el martín pescador.
Asimismo, hemos de señalar una presencia nada desdeñable de murciélago. En Muniellos se han localizado quince especies diferentes. Destaca especialmente el murciélago grande o de herradura, una de las especies más raras y amenazadas de Europa o el murciélago gigante, el mayor del Viejo Continente.

## Historia

### Prehistoria y Edad Antigua
El concejo no tiene una similitud en restos del Paleolítico con los concejos vecinos que sí los tienen; así, los restos tumulares que en los concejos limítrofes (en Tineo y Allande) hay en gran abundancia, aquí apenas existen, al estar restringida su distribución a la zona limítrofe con Allande.
Los más arcaicos lugares donde se detectaron restos corresponden a la Edad de Hierro y la Cultura Castreña, que se halla representada con más de veinte emplazamientos de gran importancia, entre los que solo se ha excavado puntualmente el castro de Larón, en los años 1980. De época romana se documentan abundantes restos del laboreo del oro, que se pueden agrupar en tres conjuntos: en primer lugar el del valle del río Eirrondu, en segundo lugar cerca del caudal del Narcea y un tercero lugar junto al río Ibias, donde se encontraron restos de monedas y de cerámica que completan las pruebas de la presencia romana en esta zona.
Lo que sí hay es una laguna de noticias que va desde el poder romano hasta el medievo, donde empezamos a encontrar ya noticias de este territorio pero no con la configuración que tiene hoy en día el concejo de Cangas del Narcea, ya que en un primer momento sus extensiones se reducían al valle del río Naviego. Por otra parte se cree que en los siglos X y XI había en esta zona una gran presencia de aristocracia con grandes propiedades que fundaron monasterios. Todos estos pequeños monasterios cayeron bajo el predominio del de Corias, que tuvo una gran influencia en la historia de este concejo. Fue fundado por los condes Piñolo y Aldonza, pertenecientes a la más influyente nobleza asturiana, con una gran fortuna tanto en tierras como en dinero.

### Edades Media y Moderna
En el 569 esta zona aparecía como parroquia en el llamado parroquial suevo. Una vez derrotado el reino suevo por los visigodos, dos de sus monarcas, Gundemaro y Sisebuto, acuñaron moneda, probablemente durante las campañas de pacificación del norte peninsular, en una ceca denominada pésicos, pueblo celta prerromano que habitaba esta zona y que se había romanizado parcialmente.
Al lugar de Llamas del Mouro ha sido tradicionalmente atribuida la victoriosa emboscada preparada por Alfonso II en Lutos, según el decir de las crónicas, contra las tropas musulmanas de Hixam I, en retirada tras la aceifa del 794 dirigida contra Oviedo. Sin embargo, hipótesis más recientes y habitualmente aceptadas identifican aquel lugar con Los Lodos, en el actual concejo de Grado, lo cual es más comprensible ya que por allí pasa el Camino Real del Puerto de la Mesa.
Las primeras menciones escritas que se refieren con concreción a algunos lugares cangueses se hallan envueltas en el irresoluto problema de determinar qué noticias son aplicables a las fechas que indican los documentos pelagianos y cuáles son invenciones creadas en el siglo XII, algo que afecta a la mayor parte de la documentación catedralicia procedente del scriptorium del obispo Pelayo. Ejemplo de ello son los falsos textos de 896, 905 y 912, que otorgan amplísimas concesiones a la Iglesia, algunas de ellas aquí como Santa María del Moral y San Cristóbal de Roboreto, en 896; el monasterio de San Martín, junto a Cangas, en 905; y una extensísima relación en el último, que entre villas, monasterios, iglesias y sus dependencias, contabiliza más de una cuarentena de lugares del actual término de Cangas del Narcea.
En el siglo XIII, fue Alfonso X el que, con su programa de repoblación, funda una puebla a la que se llama Cangas de Sierra en 1255, centralizándose aquí la actividad administrativa y económica de esta zona.
La Baja Edad Media trajo para el concejo de Cangas el paso por diferentes manos señoriales, como un modo de traer el apoyo de éstos a la corona. Fue Alfonso XI el que dio una serie de privilegios a la gente de la zona y al monasterio de San Juan de Corias, para evitar el despoblamiento de la zona.
Los siglos XIV y XV están marcados por diferentes tipos de luchas, hasta caer el concejo en manos de la poderosa familia Quiñones, siendo restituido más tarde a la corona por Enrique III, pero aun así hubo diferentes enfrentamiento entre los corregidores mandados por la corona y la familia Quiñones, que ahora ostentaban el condado de Luna, que acaba en un pleito que se resolvió en 1553 a favor del rey, consiguiendo Cangas su autonomía, con jurisdicción ordinaria de realengo.
La Edad Moderna traerá grandes cambios, tanto territoriales como administrativos, destacando la desamortización de Felipe II, que no logró derrumbar el poderío del monasterio de San Juan de Corias, que ya había ido perdiendo influencia y algunas tierras en los años anteriores, pero que seguía teniendo su influencia sobre un vasto territorio.
En los siglos XVI y XVII, el concejo de Cangas del Narcea pasa a formar parte de la Junta General del Principado. En este siglo, la dedicación del concejo es principalmente ganadera y agrícola.
En el siglo XVIII hay que destacar una actividad antiseñorial por los abusos cometidos por la nobleza, mandando un memorándum al rey con todas las quejas. Este fue un largo proceso que continuará en la Audiencia de Oviedo y en el Consejo de Castilla, hasta lograr la abolición de todos los derechos señoriales.

### Edad Contemporánea
El siglo XIX trae la guerra de la Independencia y el concejo fue invadido dos veces, con el incendio de su archivo y ayuntamiento. Pero lo más importante de esta época fue la desamortización de Mendizábal, que acabó completamente con el monasterio de San Juan de Corias, vendiéndose todo su patrimonio y quedando el monasterio abandonado durante treinta años, hasta que fue de nuevo ocupado por una comunidad de dominicos. En este siglo Cangas seguía dentro de su tradicional aislamiento, ampliado por la falta del ferrocarril, aunque a pesar de todo, la villa de Cangas empezó a tener un gran crecimiento debido a otro tipo de comunicación como fueron las carreteras Espina-Ponferrada, Cangas-Oviñana y Puente Nuevo.
El siglo XX traerá en sus comienzos un cambio de nombre; la corporación de Cangas de Tineo lo cambia por Cangas del Narcea. Esto fue debido a que la villa es ya el centro de todo este territorio y no quiere tener una dependencia de Tineo. La Guerra Civil no influyó en Cangas, pero sí la posguerra, ya que en estos lugares las partidas de guerrilleros republicanos se seguirían resistiendo. A partir de los años 1950 este concejo desarrollará su actividad minera produciendo más de la mitad de la producción regional de antracita, que en las últimas décadas de este siglo trajo un fuerte recorte en su producción, teniendo una reducción del 30 % en el 2005 por los planes de reconversión.
A finales del siglo XIX se produce una emigración masiva de Cangueses hacia Argentina y en menor proporción a Cuba. Al inicio del siglo XX aumenta el número de emigrantes a Argentina. La colectividad Canguesa crea en Buenos Aires el Centro Cangas del Narcea, que sigue existiendo hasta el día de hoy. La emigración a América del Sur finaliza en la década de 1960. En esta época empieza el gran flujo migratorio hacia Europa, sobre todo a Suiza y en menor número a Francia.

## Demografía
Cangas del Narcea cuenta con una población de 11 421 habitantes (INE 2024). Actualmente Cangas del Narcea es el concejo de Asturias que más población pierde en términos absolutos.
| Gráfica de evolución demográfica de Cangas del Narcea entre 1842 y 2021 |
| |
| Población de derecho según los censos de población del INE Población de hecho según los censos de población del INEEn 1930 crece el término del municipio porque incorpora a Leitariegos |

Cangas del Narcea es un concejo de peculiaridades demográficas. Así, ha sufrido un éxodo rural pero no ha sido tan temprano como en el resto de Asturias ni con tanto ímpetu. La distancia geográfica entre Cangas y la zona central de la región motivó el retraso del inicio del éxodo rural, e incluso hizo que fuese mucho más lento.
Por el contrario, su capital, Cangas, sufrió un aumento de su población especialmente en la década de 1970, motivado por el auge de la actividad minera. Este aumento ha permanecido incluso hasta el siglo XXI, llegando a contar con más de 9000 habitantes y convirtiéndose en la capital del suroccidente asturiano.
Cangas extiende su arco de influencia por el resto del occidente asturiano y la comarca leonesa de Laciana.
Por el contrario, las zonas rurales del concejo han ido perdiendo población progresivamente, fruto de una emigración que comenzó a mediados del siglo XX hacia diferentes destinos, tales como la República Argentina, Madrid o la zona central de Asturias. Actualmente se percibe cierto retorno de los emigrados, especialmente de los madrileños tras la jubilación.
No obstante, el número total de habitantes del concejo disminuye en los últimos años, fruto de la decadencia de la actividad minera. Sin embargo, este descenso es significativamente menor que el experimentado en los valles mineros de la zona central asturiana en los últimos 20 años.
Con todo esto, Cangas del Narcea tiene una estructura demográfica de las más jóvenes de Asturias y su tasa de natalidad es de las más altas del Principado.

## Economía
Cangas del Narcea es, junto con Navia, sin duda el principal motor económico del occidente asturiano, abarcando diversos subsectores económicos y siendo con creces el concejo que más puestos de trabajo genera y posee actualmente. En 2024 Cangas cerró el año con 715 empresas, casi 100 menos que en 2020.
La urbe se ha establecido como centro judicial, hospitalario, formativo, comercial y en general de servicios de un importante sector del occidente asturiano e incluso del norte de la provincia vecina de León. A este hegemonía sobre el territorio que despeña Cangas ha contribuido el que sea la mayor concentración urbana en un amplísimo sector interregional que abarca Asturias, Galicia y León.
Su pasado histórico está marcado por una actividad agrícola y ganadera en la que ha irrumpido con gran fuerza el sector minero de la antracita, que constituyó un gran "boom" económico en la zona, especialmente en su capital, Cangas, que experimentó un rápido crecimiento en las décadas de 1970 y 1980.
Es en la década de 1990 cuando la crisis provocada por la reconversión minera e industrial se hace notar en el concejo. Sin embargo, la economía local consigue diversificarse hacia otros sectores, aunque la minería sigue jugando un papel importante en la misma, con la empresa Carbonar en Rengos. No en vano, Cangas del Narcea es, junto con Degaña, Ibias y Tineo los concejos con mayor producción de carbón del Principado de Asturias.
Por otra parte, Cangas del Narcea posee un importante sector ganadero y agrícola, aunque en retroceso, tendiendo hacia la producción ecológica para intentar dar viabilidad al sector. Mención merece su producción vinícola, de elaboración artesanal, que ha apostado por una producción de calidad basada en las variedades tradicionales de uva, cuya calidad y trabajo muy bien realizado años atrás se han ido reconociendo progresivamente.
El futuro económico de Cangas del Narcea depende principalmente de seguir manteniendo la primacía en el occidente astur y lograr captar nuevos servicios para el municipio. También es cada vez más importante la afluencia de turistas que visitan el concejo gracias a sus atractivos culturales y ecológicos. El Monasterio de Corias, actual Parador Nacional de Corias es un referente centrado en el turismo vinícola y de naturaleza/montaña teniendo su principal escaparate a Muniellos (reserva de la biosfera y mayor robledal de Europa).

## Comunicaciones
Cangas del Narcea está situada a 91 km de Oviedo, a 119 km de Gijón y a 92 km de Avilés. La capital del concejo está unida a la red viaria por las siguientes carreteras:
- AS-14 Grandas de Salime - Pola de Allande - Puente del Infierno
- AS-15 Cornellana - Puerto de Cerredo
- AS-29 San Antolín de Ibias - Pozo de las Mujeres Muertas - La Regla de Perandones
- AS-213 Cangas del Narcea - Puerto de Leitariegos
- AS-348 Ventanueva - Puerto del Connio - Cecos
- CN-1 Cangas del Narcea - Carcedo de Lomes - Parajas - Noceda - Besullo
- CN-2 Cangas del Narcea - Curriellos - Vallinas - Carceda - El Vivero - Villalar - Castro de Sierra - Santianes - Porley
- CN-3 Cangas del Narcea - Adralés - Villar de Adralés - Trones
- CN-4 Las Mestas - Tremado de Carballo - Carballo - La Reguera del Cabo - Cibea - Villar de los Indianos - Genestoso
- CN-5 Portiella - La Veiguiella - Onón
- CN-6 Javita - Jarceley - Pambley - Cierades - Bruelles - Llamas de Mouro
- CN-7 La Pachalina - Miravalles - Villager - Arbás - Trascastro
- CN-8 La Chabola - Vallado - Sonande - Sorrodiles
- CN-9 Rengos - Gedrez - Monasterio de Hermo
- CN-10 Carretera de acceso a La Viliella

## Administración y política

### Gobierno municipal
En el concejo de Cangas del Narcea, desde 1979, el partido que más tiempo ha gobernado ha sido el PSOE, de la mano de José Manuel Cuervo Fernández, que ha gobernado desde 1983 hasta 2007.
En 2007 llegó a la alcaldía IU, el grupo con menos representación política del concejo. Este fenómeno se produjo gracias al apoyo de los seis concejales del PP, que, sumados a los tres de IU, superan a los ocho del PSOE. Este inesperado pacto puso en riesgo las negociaciones para alcanzar un gobierno de coalición entre IU y PSOE en la Junta General del Principado de Asturias, y motivó la expulsión del partido del candidato de IU y sus otros dos compañeros, tal como exigió el PSOE para retomar las negociaciones a nivel autonómico.
En 2011, los concejales de IU serían readmitidos y ganarían las elecciones. Sin embargo, gobernaría el PP (cinco concejales) apoyado por el PSOE (cuatro concejales). En las elecciones de 2023 el PP ganó con una amplia mayoría absoluta por primera vez en la historia del concejo, por lo que será el partido de gobierno.
| Periodo   | Nombre                          | Partido | Partido                                    |
| --------- | ------------------------------- | ------- | ------------------------------------------ |
| 1979-1983 | José Luis Somoano Sánchez       |         | Unión de Campesinos Asturianos (UCA)       |
| 1983-2007 | José Manuel Cuervo Fernández    |         | Federación Socialista Asturiana (FSA-PSOE) |
| 2007-2011 | José Manuel Martínez González   |         | Izquierda Unida (IU)                       |
| 2011-2015 | José Luis Fontaniella Fernández |         | Partido Popular (PP)                       |
| 2015-2023 | José Víctor Rodríguez Fernández |         | Federación Socialista Asturiana (FSA-PSOE) |
| 2023-act. | José Luis Fontaniella Fernández |         | Partido Popular (PP)                       |

| Partido político    | Partido político                                                                | 1979   | 1983   | 1987   | 1991   | 1995   | 1999   | 2003   | 2007   | 2011   | 2015   | 2019   | 2023   |
| Partido político    | Partido político                                                                | Ediles | Ediles | Ediles | Ediles | Ediles | Ediles | Ediles | Ediles | Ediles | Ediles | Ediles | Ediles |
|                     | Alianza Popular (AP)-Partido Popular (PP)                                       | 3      | 5      | 3      | 6      | 6      | 5      | 7      | 6      | 5      | 8      | 8      | 11     |
|                     | Federación Socialista Asturiana (FSA-PSOE)                                      | 1      | 7      | 10     | 11     | 8      | 9      | 7      | 8      | 4      | 5      | 7      | 4      |
|                     | Partido Comunista de España (PCE)-Izquierda Unida (IU)-Bloque por Asturies (BA) | 2      | 6      | 3      | 3      | 2      | 1      | 2      | 3      | 6      | 3      | 2      | 2      |
|                     | Unión de Campesinos Asturianos (UCA)-Unidad Campesina Independiente (UCI)       | 5      | 2      | —      | —      | —      | —      | —      | —      | —      | —      | —      | —      |
|                     | Movimiento Comunista de España (MC)                                             | 1      | 1      | —      | —      | —      | —      | —      | —      | —      | —      | —      | —      |
|                     | Unión de Centro Democrático (UCD)-Centro Democrático y Social (CDS)             | 9      | —      | 5      | 0      | —      | —      | —      | —      | —      | —      | —      | —      |
|                     | Partíu Asturianista (PAS)                                                       | —      | —      | —      | 1      | 1      | 0      | 0      | —      | —      | —      | —      | —      |
|                     | Conceyu Astur (CA)                                                              | —      | —      | —      | —      | —      | 1      | —      | —      | —      | —      | —      | —      |
|                     | Unión Renovadora Asturiana (URAS)                                               | —      | —      | —      | —      | —      | 1      | 1      | 0      | —      | —      | —      | —      |
|                     | Foro Asturias (FAC)                                                             | —      | —      | —      | —      | —      | —      | —      | —      | 2      | 1      | —      | —      |
| Total de concejales | Total de concejales                                                             | 21     | 21     | 21     | 21     | 17     | 17     | 17     | 17     | 17     | 17     | 17     | 17     |

### Organización territorial
El concejo de Cangas del Narcea está dividido en 54 parroquias:
- Adralés
- Agüera del Coto
- Ambres
- Bergame
- Berguño
- Besullo
- Bimeda
- Cangas del Narcea
- Carballo
- Carceda
- Castañedo
- Cibea
- Cibuyo
- Corias
- Coto
- Cueras
- Entreviñas
- Fuentes de Corbero
- Gedrez
- Genestoso
- Gillón
- Jarceley
- Larna
- Larón
- Leitariegos
- Limés
- Linares del Acebo
- Maganes
- Mieldes
- Monasterio de Hermo
- Montañas, Las
- Naviego
- Noceda de Rengos
- Oballo
- Obanca
- Onón
- Piñera
- Porley
- Posada de Rengos
- Regla de Perandones, La
- San Julián de Arbás
- San Martín de Sierra
- San Pedro de Arbás
- San Pedro de Coliema
- Santiago de Sierra
- Tainás
- Tebongo
- Trones
- Vega de Rengos
- Vegalagar
- Villacibrán
- Villaláez
- Villarmental
- Villategil

### Urbanismo
En el primer tercio del siglo XX la villa de Cangas del Narcea experimenta importantes cambios. Llega el alumbrado público, las casas tienen acceso al agua corriente y se mejora la red de alcantarillado. En 1927 se construye un cementerio fuera del casco urbano.
A partir de 1950 y debido al desarrollo de la minería y actividades terciarias aparecen nuevos barrios que se convertirán en todo un emblema de la villa: La Cogolla, Santa Catalina y el barrio del Carmen.
En la década de los 60 se construyen los ocho bloques de viviendas del barrio del Fuejo, obra del arquitecto Gómez del Collado. Para comunicar este barrio con la plaza de la iglesia se proyectó un puente peatonal sobre el río Narcea. El Puente Colgante, hoy emblema de la villa, fue diseñado por el arquitecto Gómez del Collado y su ejecución corrió a cargo del ingeniero vasco Juan Manuel Moraleda y la empresa Construcciones Colomina. La obra comenzó en 1971 y en mayo de 1972 estaba terminada. Su estructura está formada por unas pilastras de hormigón armado, cables en catenaria, péndolas y losetas de hormigón.
Además de este, se sitúan sobre el Narcea varios puentes más:
- Puente de Barrio Nuevo
- Puente de los Nogales
- Puente del Corral
- Puente de Obanca
- Puente Nuevo (o Puente de los Peñones)
- La Pasarela

## Cultura

### Patrimonio
Tiene gran cantidad de monumentos, repartidos entre iglesias, palacios, y casonas, entre las que destacaremos:
- Colegiata de Santa María Magdalena: Monumento Histórico Artístico Nacional desde 1982 y Basílica desde 1992. Posee un importante conjunto de retablos barrocos entre los que destaca el Mayor,obra de Pedro Sánchez Agrela. Situada en la villa de Cangas del Narcea, de estilo barroco. La fachada da idea de superficie plana rematada por dos torres con tejado de pizarra. La portada principal con arco de medio punto y con una hornacina que tiene la imagen de la Magdalena, culmina en un tímpano con el escudo del fundador, el arzobispo de Granada nacido en Cangas, don Fernando de Valdés. El interior es de una sola nave, con capillas laterales, crucero y cabecera plana. Está completamente abovedada y con cúpula en el centro del crucero.
- Capilla del Carmen. Situada en el barrio de Entrambasaguas. Se construyó en la primera mitad del siglo XVIII.
- Palacio de Omaña, está situado en la villa junto a la plaza Mayor, es del siglo XVI, siendo reformado posteriormente. De su estructura original conserva la puerta con arco de medio punto y los escudos familiares. En los siglos XIX y XX, fue modernizado con ventanas, un mirador y dos puertas.
- palacio de Toreno del siglo XVII, de planta cuadrada con patio central y torres. Su fachada es de composición simétrica y hecha de sillar. El primer piso tiene balcones con repisa de piedra. El patio tiene en el primer piso columnas que soportan un corredor de madera. Es Monumento Histórico Artístico. Es el edificio que alberga la sede del Ayuntamiento del concejo.
- Palacio de los Llano. De finales del siglo XVIII destaca por los balcones en púlpito que adornan su fachada principal. Otros elementos de interés del Palacio de los Llano es el gran salón en la primera planta y las puertas en madera labrada y policromada de sus dependencias.
- Palacio de Pambley. Situado en la calle La Fuente. Data del siglo XVI, siendo el más antiguo de la villa. Conserva un patio central con columnas toscanas.
- Monasterio de Corias, grandioso edificio también llamado el Escorial Asturiano, es Monumento Histórico Artístico. Su creación se remonta al siglo XI, de su primera construcción quedan algunos restos, pero fue en el siglo XVII, donde se reemplaza por un gran templo renacentista de estilo herreriano, realizado por Domingo de Mortera. Es de planta de cruz latina con larga nave, capillas laterales, crucero y amplio presbiterio. En las intersecciones entre nave y crucero hay una cúpula sobre pechinas iluminada por una linterna. Su interior es severo pero con un bonito tratamiento colorista que distingue los elementos estructurales y las zonas cubiertas con cal. También aquí ha habido una evolución de estilos pasando de la austeridad del clasicismo al recargo del barroco y esto se ve en las capillas, el coro, los presbiterios y en general en todo el templo de Corias, llenándose los altares de tallas de madera, retablos, sillerías, etc. Su retablo mayor y sus laterales se consideran uno de los mejores del barroco en Asturias. El monasterio sufrió un incendio y fue reconstruido en 1763, por Miguel Ferro haciendo un gran edificio rectangular de tipo neoclásico, distribuyendo todas sus dependencias alrededor de dos patios, quedando la iglesia oculta en uno de sus alas, sólo resaltando en altura el frontón de su fachada, que es de cuatro alturas, donde se repiten de forma monótona balcones y ventanas. El monasterio fue restaurado de nuevo en 1986. Es Parador Nacional de Turismo desde julio de 2013.
- Iglesia de Santa María, con una primera estructura románica. La iglesia es de nave única con bóveda de cañón y ábside semicircular, siendo reformada en el siglo XV, donde se abrió otra puerta con arco de medio punto. El ábside está cubierto por un retablo realizado en madera dorada y policromada del siglo XVIII. Es Monumento Histórico Artístico.
- Hay más iglesias dentro de lo que se llama románico en Cangas del Narcea, entre las que nombraremos: San Vicente de Naviego, San Salvador de Cibuyo, San Pedro de Coliema, Santa María del Carballo, Nuestra Señora de Acebo, etc.

Entre los palacios y casonas rurales se encuentran:
- Palacio de Sierra en Llamas del Mouro, del siglo XVII, es de estructura cuadrada en torno a un patio, con tres torres, dos torres a los lados de la fachada y la tercera en la parte trasera. La fachada principal es de dos pisos que está recorrida por una balconada sobre la que aparecen los escudos familiares. Al lado izquierdo está la capilla a la que se accede desde el exterior, o a través de una tribuna que comunica con el palacio.
- Palacio de Sierra en Jarceley, es de estructura simétrica, con dos cuerpos laterales. La fachada principal tiene una gran balconada y en el centro el escudo de armas. La parte trasera es de dos pisos, el inferior formado por arcos de piedra y el superior con una gran galería sustentada por columnas.

Los monumentos más modernos son:
- Parque y monumento moderno de El Fuejo, este parque data del año 2008, cuenta con una cancha de baloncesto y varias estancias con suelos de caucho en diferentes colores. En la ya citada cancha, podemos observar unos bancos grises que conforman la fecha de inauguración del monumento. Destacan las farolas con forma de hojas y el anfiteatro.
- Puente Colgante: Construido en la década de los 70, es obra del arquitecto local José Gómez del Collado. Es la única vía de comunicación entre el moderno barrio del Fuejo y la verdadera villa de Cangas. Cruza el río Narcea y está compuesto por cerca de cuarenta losas de hormigón que se sostienen en el aire gracias a unos cables. Estuvo en obras de remodelación y se inauguró para las fiestas del Carmen del 2013. No estuvo exento de polémica ya que surgieron bastantes demoras en su reparación y bastantes conjeturas de todo tipo.
- Monumento al minero: Inaugurado en 1984 en homenaje al mundo de la minería, de gran importancia en la zona. Representa la figura de un picador y su ayudante o "guaje".
- Estatua del tirador: Obra de Félix Alonso Arenas. Realizada en bronce y situada en el emblemántico Prao del Molin desde el año 2002 con motivo del centenario de la fundación de la Sociedad de Artesanos de Nuestra Señora del Carmen, encargada de la organización de la Descarga.
- Mural de Fernando Alba: Se sitúa en 1987 bajo el Puente Colgante. En 2012 se restaura, se elimina la pintura negra que lo cubría y se recupera el color oxidado del acero corten.

Otros monumentos
- Palacio de Peñalba
- Capilla del Santísimo Cristo del Hospital
- Teatro Toreno
- Barrio de Entrambasaguas y puente "romano"
- Santuario del Acebo
- Parador Nacional de Corias
- La Casona (Besullo)

### Arquitectura tradicional
Destacan dentro de la arquitectura tradicional del concejo las siguientes construcciones:
- Hórreos y paneras: Destinados a almacenar y preservar alimentos.
- Bodegas:A veces situadas en la planta baja de una vivienda también pueden aparecer como construcción aislada.
- Brañas: Pequeñas construcciones de mampostería rodeadas de pastos y situadas en el monte. Sirven para dar cobijo a los pastores y al ganado.

### Artesanía
- Cerámica negra de Llamas del Mouro. Hecha con dos tipos de barro, el claro y el ‘colorao’, que se mezclaban y después se trabajaban en primitivos tornos, y una vez secos se bruñían. Su color gris negruzco o gris acerado es debido al proceso de cocción en sus hornos, donde las piezas son cubiertas con ‘tapines’ de tierra y hierba, capa que permite, una vez cocidas las piezas el proceso cerámico de reducción por falta de oxígeno y exceso de hidrógeno y dióxido de carbono, que finalmente da como resultado dicho color negro.[8] De entre el conjunto de piezas tradiciones de esta localidad cabría mencionar los «pucheiros» para cocinar, los «xarros» de agua, las «otsas» y las «tarreñas» (para conservar las natas de la leche); las «queiseiras» o moldes para hacer el queso; o los «xarros de pixulin», barriles cilíndricos con dos asas enfrentadas, junto a la boca de la vasija, que recuerda la morfología y elegancia de algunas vasijas de la cerámica griega y romana. Como otras producciones de la típica alfarería asturiana, además del pequeño comercio local, la producción se mantenía con los mercados y las ferias de localidades grandes como Cangas del Narcea, Avilés, Oviedo o Pola de Siero.[9]
- Cestería. Se produce sobre todo en Irrondo de Besullo.
- Artesanía de la madera. Madreñas, castañuelas, bastones o muletas son fabricados de forma artesanal con madera de árboles como el abedul, el arce y el haya caracterizadas por su gran resistencia.

### Música y danza
Son instrumentos tradicionales en la zona el pandero, la gaita, la trompa y las castañuelas. 
El pandero, de forma cuadrada, es uno de los instrumentos tradicionales de la zona. Posee un armazón de madera recubierto con piel de carnero y se suele adornar con cintas de colores. En el interior lleva unas "guitarras" (hechas con tripas de cerdo) y también piedrecitas, monedas o incluso garbanzos para potenciar el sonido.
Las castañuelas, fabricadas en madera de boj, tejo o frutales de madera dura, producen un sonido fuerte y seco.
También es característica de la zona la trompa o birimbao. Se trata de un instrumento compuesto por un armazón de hierro forjado y una lengüeta de acero. Se sujeta entre los dientes con la mano izquierda mientras con la mano derecha se pulsa la lengüeta. La propia cavidad bucal hace las veces de caja de resonancia.
El baile más extendido es el "son d'arriba". Dos filas de hombres y mujeres que bailan acompañándose por las castañuelas. Otro baile muy frecuente es la jota (la de Trasmonte, la de Villarín o la jota punteada)

### Fiestas
Entre sus muchas fiestas destacaremos:
- Fiesta de San Tisú,primera fiesta del año. Se celebra a finales de enero en el barrio de San Tisú, en el que se ubica el Museo del Vino de Cangas. La celebración incluye un desfile de la Cofradía del Vino de Cangas, misa, procesión, comida y baile.
- El Arbolón, en la noche de San Pedro los mozos de Cangas salen a robar un árbol. Este debe ser recto y más alto que la capilla del Carmen. Entre todos lo trasladan a Entrambasaguas y una vez colocado trepan por él para poner una corona de flores que ha de quedar lo más alta posible.
- El Carmen y la Magdalena, en la villa de Cangas, están declaradas de Interés Turístico Regional que son los días 16 y 22 de julio, respectivamente. En la fiesta del Carmen destaca La Descarga de voladores, se disparan más de 80 000 en tan sólo 6 minutos
- Nuestra Señora del Acebo, en la sierra de los Acebos, el 8 de septiembre, donde acuden a la romería personas de todas partes, es una fiesta mezcla de religión y gastronomía.
- Fiesta de la Vendimia, declarada Fiesta de Interés Turístico del Principado de Asturias. Las calles céntricas de la villa se llenan de puestos de artesanía y productos entre los que destaca el vino de Cangas. La escenificación del transporte de la uva en un carro del país y la tradicional "pisada de la uva" en el patio del ayuntamiento son algunos de los principales actos. Se celebra alrededor del Puente del Pilar.
- Santa Bárbara, fiesta en honor a la patrona de la minería que se celebra el 4 de diciembre. Tiene lugar la procesión nocturna de la santa por las calles de Cangas, con la participación de mineros ataviados con lámparas, ofrenda floral, descarga de voladores y misa.
- Romería de Santarbás, su origen se remonta a la antigua feria de ganado que se realizaba en esta aldea. Celebrada el 19 de junio, con es una misa con procesión a la capilla de Bruelles finalizando con una verbena.
- Las Veigas de Besullo. En la parroquia de Besullo, el 15 de agosto, tiene lugar la conocida fiesta de las Veigas, organizada año a año por CO.FE.BE. Por la mañana tiene lugar la misa en la capilla de las Veigas, con bailes tradicionales, y por la noche la verbena con tirada de fuegos artificiales.

Sus procesiones tienen gran devoción entre las que destacaremos: El Cristo de la Puchanca en Cibuyo, Nuestra Señora de Corias, la romería de San Luis de Monte, las Veigas en Besullo, etc.

### Gastronomía
Uno de los platos más típicos es el potaje o caldo de berzas.Se prepara con berzas,patatas y fabas pintas a los que se añade el famoso
compango(carne,chorizo,tocino jamón y morcilla)
Destaca en la zona la producción de carne de ternera,carne roxa,de la raza autóctona Asturiana de los Valles. También goza de fama la caza,principalmente jabalí,corzo o perdiz.
Son postres típicos el arroz con leche o los frixuelos entre otros. Los frixuelos de Cangas son diferentes de los que se hacen en el resto de Asturias. Aquí se preparan fritos, formando una espiral en la sartén.
También destaca dentro de la gastronomía del concejo el queso de Genestoso. Este queso, que en el pasado se elaboraba con una mezcla de leche de cabra y vaca, hoy se elabora solo con leche de vaca. Su exterior presenta un aspecto peculiar al utilizarse en su curación un aro de esparto que deja unas marcas muy características.
El vino de Cangas
Cangas del Narcea es uno de los escasos concejos de Asturias donde se produce vino. La uva se planta en espaldera, lejos del suelo, y en los lugares más empinados.
Al igual que otros vinos del norte como el chacolí o el ribeiro, resulta ácido en comparación con el resto de vinos de la península, más semejante en realidad a los vinos centroeuropeos que a los mediterráneos. La tradición vinícola procede de la época de la romanización. A partir del siglo XI los monjes benedictinos que se instalaron en Corias desarrollaron y extendieron el cultivo. En 1890 la filoxera arrasó prácticamente todas las viñas. A partir de 1940 el cultivo de vid disminuye notablemente pero con la creación de APROVICAN (Asociación de Productores y Elaboradores de Vinos de Cangas del Narcea) se produce una gran revitalización.

### Deporte
Cangas del Narcea cuenta con una intensa actividad deportiva durante todo el año. Entre los torneos y competiciones que se celebran de manera habitual encontramos:
- Torneo Internacional de Baloncesto Base "Fuentes del Narcea": Tiene lugar a finales del mes de junio.

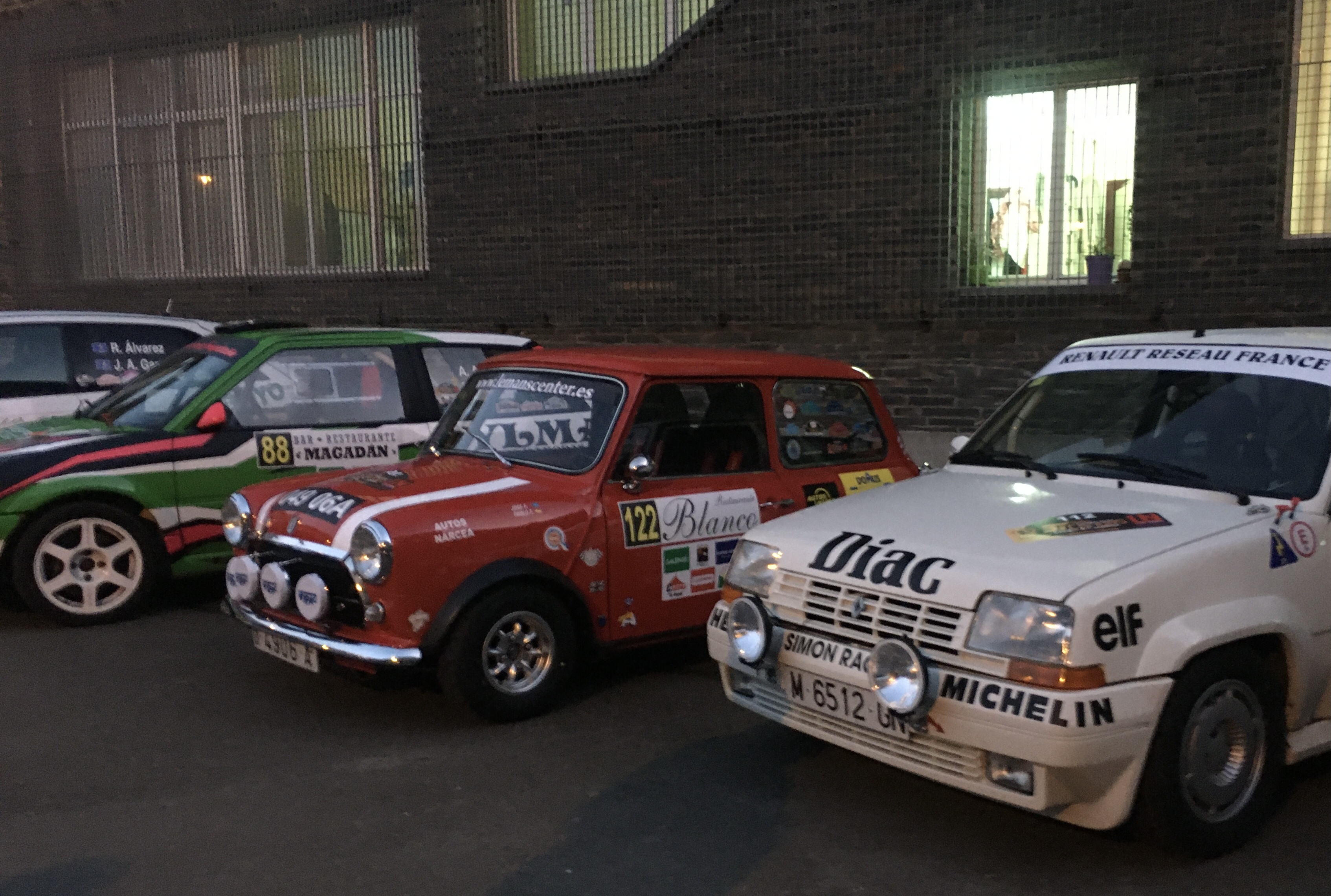
Participantes del Rally Cangas del Narcea 2019 en el parque cerrado

- Liga local de fútbol sala: Tiene lugar entre los meses de noviembre y marzo.
- Torneo internacional de fútbol sala Base Jony Rodríguez: torneo que recibe su nombre el futbolista cangués. Se celebra a finales de junio y a principios de julio. Participan más de 60 equipos en las categorías de biberón, prebenjamín, benjamín, alevín, infantil, cadete y juvenil.
- Trail Tierras Pésicas: carrera de montaña que se celebra desde 2012.
- Carrera Puerta de Muniellos
- Campeonatos de bolo vaqueiro: Organizados por la asociación "Bolo vaqueiro", creada en 1999.

Por su parte, el equipo de fútbol Sociedad Deportiva Narcea, fundado en 1962, compite desde 2013 en la categoría primera regional de Asturias.
También se consolida en el concejo la práctica del ciclismo y del rugby con la aparición en 2016 de la escuela de ciclismo Luis Pasamontes y de la escuela de rugby Narcea en 2015.
Destaca también el Rally Cangas del Narcea, organizado actualmente por la escudería Cangas del Narcea Motor. El Rally ya era famoso en los años 70 bajo la organización SO.FE.CA., considerado uno de los más importantes de Asturias. Años más tarde dejó de celebrarse para retomarse en los años 2000 bajo la modalidad de Rallysprint, bajo el nombre "Vino de la Tierra de Cangas". En 2015 se retomaría la modalidad de Rally, siendo a día de hoy uno de los más importantes en la región y uno de los más queridos por el público.